# Annika Liehner

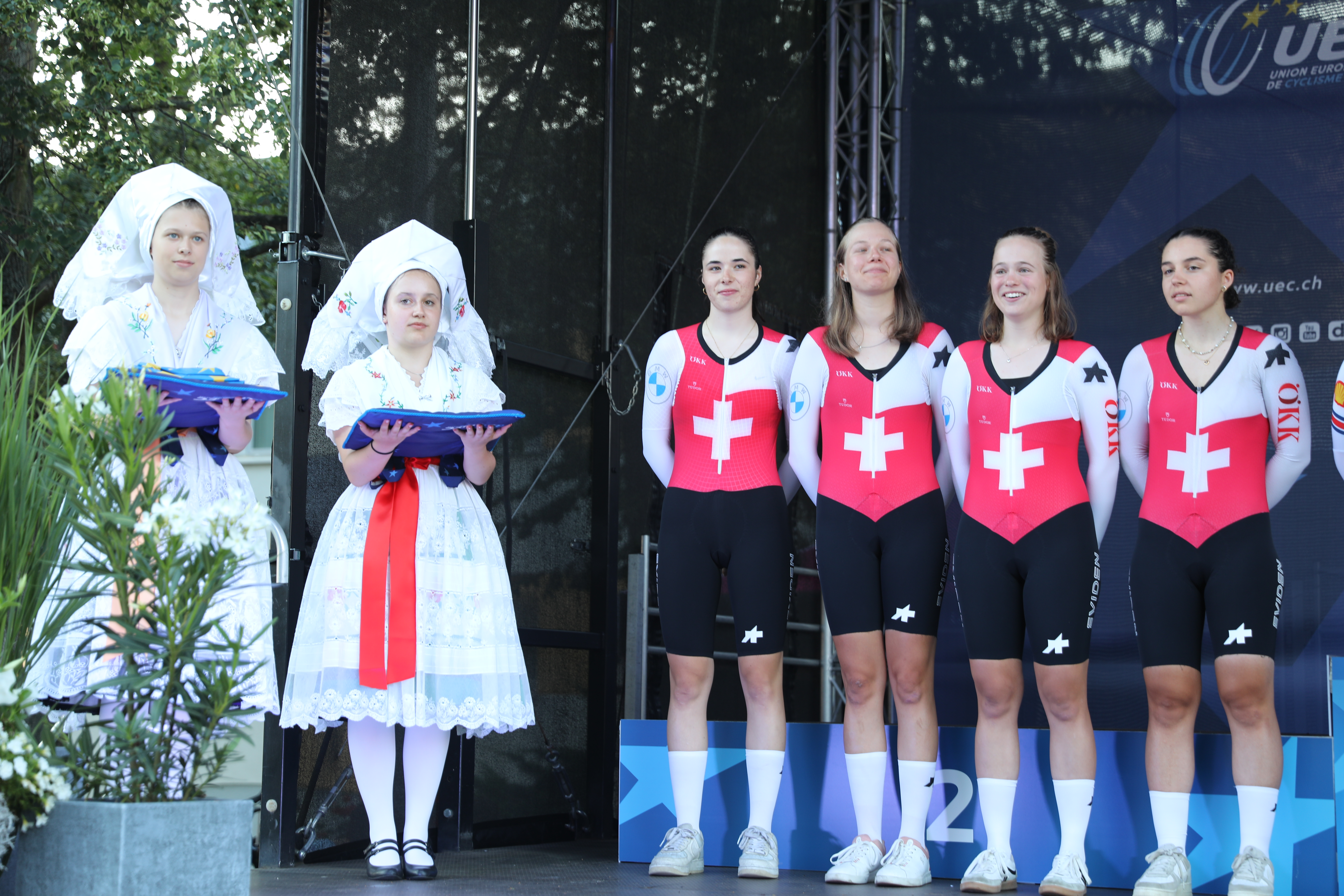
EM-Silber in der U23-Mannschaftsverfolgung 2024 (v. l. n. r.): Lorena Leu, Janice Stettler, Annika Liehner und Jasmin Liechti

Annika Liehner (* 5. November 2002 in Filderstadt, Deutschland) ist eine deutsch-schweizerische Radsportlerin, die im Verband Swiss Cycling Rennen auf der Strasse und der Bahn bestreitet.

## Sportlicher Werdegang
2019 startete Annika Liehner bei den Strassen-Europameisterschaften im Einzelzeitfahren der Juniorinnen und belegte Platz 15; dieselbe Platzierung erreichte sie wenige Wochen später im Zeitfahren bei den Weltmeisterschaften. 2020 wurde sie bei den Mountainbike-Weltmeisterschaften im Cross-Country bei den Juniorinnen 14.
Bis 2021 lag Liehners Fokus beim Mountainbikesport, wo sie unter anderem mehrfach im Weltcup startete. Erst ab 2022 wandte sie sich vollends Bahn und Strasse zu. Bei den U23-Europameisterschaften 2022 belegte die Schweizer Mannschaft mit Fabio Christen, Arnaud Tendon, Jasmin Liechti und Liehner in der Mixed-Staffel Platz zwei.
2024 wurde Liehner im Einzelzeitfahren bei den Schweizer Meisterschaften der Elite Dritte. Bei den U23-Bahneuropameisterschaften in Cottbus errang sie mit Jasmin Liechti, Janice Stettler und Lorena Leu die Silbermedaille in der Mannschaftsverfolgung. Im Oktober des Jahres wurde sie für die Bahn-Weltmeisterschaften in Kopenhagen nominiert, wo sie mit dem Team den sechsten Platz in der Mannschaftsverfolgung belegte. Auf der Strasse fuhr sie 2023 und 2024 für das Hess Cycling Team, blieb aber international ohne nennenswerte Ergebnisse.
Im Februar 2025 schloss sich Liehner dem neu gegründeten Schweizer UCI Women’s Continental Team Nexetis an. Ihr langfristiges Ziel liegt im Bahnradsport mit der Qualifikation für die Olympische Sommerspiele 2028 in Los Angeles.

## Erfolge

### Bahn
2024
- U23-Europameisterschaft – Mannschaftsverfolgung (mit Jasmin Liechti, Janice Stettler und Lorena Leu)

### Strasse
2020
- Schweizer Junioren-Meisterin – Einzelzeitfahren

2022
- U23-Europameisterschaft – Mixed-Staffel (mit Fabio Christen, Arnaud Tendon und Jasmin Liechti)